# Université de l'Est de la Caroline
Pour les articles homonymes, voir ECU.
L'université de l'Est de la Caroline (East Carolina University également appelée East Carolina ou ECU), est une université publique, mixte, de recherche intense située à Greenville en Caroline du Nord, États-Unis d'Amérique.
L'université est le plus grand institut d'études supérieures à l'est de Raleigh, et la troisième université par ordre de grandeur en Caroline du Nord. Comportant plus de 24 300 étudiants, elle détient l'indice de développement le plus élevé dans le système universitaire de Caroline du Nord. À l'automne 2007, les registres universitaires rapportent que les étudiants inscrits étaient plus de 25 000.

## Historique
L'ECU fut fondée le 8 mars 1907 par la North Carolina General Assembly en tant qu'institut de formation des enseignants. Bien qu'elle ait été traditionnellement réputée en éducation, nursing, finance, musique, théâtre, et médecine, elle délivre plus de 100 Bachelor degrees dans les domaines d'étude incluant les mathématiques, gestion hôtelière, ingénierie, construction, informatique, science politique, et travail social.
L'ECU a officiellement reçu le titre d'université en 1967, reflétant son changement de mission. Originellement conçue pour éduquer les enseignants de Caroline du Nord, en particulier la partie est de l'état, elle fournit aussi une école de médecine se focalisant sur les soins médicaux dans des situations improvisées. En août 2007, il a été confirmé que l'Assemblée Générale de Caroline du Nord avait approuvé et le gouverneur Mike Easley avait signé le budget incluant 25 millions de dollars pour une nouvelle école de dentisterie, qui s'ouvrirait aux premiers étudiants au plus tard en 2011. Le Small Business Institute offre conseils et assistance aux propriétaires de petites entreprises, via le College of Business
L'ECU est passée d'une superficie de 43 acres en 1907 à un peu moins de 560 hectares de nos jours. Elle est actuellement localisée dans quatre campus : principal, hospitalier/sciences de la santé, faculté de recherche, et terrain de Mattamuskeet,. Les sept collèges et deux écoles d'enseignement supérieur, l'école d'enseignement universitaire et l'école professionnelle sont toutes situées sur ces campus.
Il existe 25 confréries (fraternités et sororités) étudiantes,, ainsi qu'historiquement, quatre sororités et cinq fraternités noires, une sororité et une fraternité amérindienne, qui composent la Greek life  Avec la Greek life, il y a plus de 300 clubs enregistrés sur le campus.